# Haematopus longirostris
Haematopus longirostris е вид птица от семейство Haematopodidae.

## Разпространение
Видът е разпространен в Австралия, Индонезия и Папуа Нова Гвинея.